# Camptomyia montana
Camptomyia montana är en tvåvingeart som först beskrevs av Ephraim Porter Felt 1908.  Camptomyia montana ingår i släktet Camptomyia och familjen gallmyggor.
Artens utbredningsområde är New Hampshire. Inga underarter finns listade i Catalogue of Life.